# Hamatostrepta concinna
Hamatostrepta concinna là một loài rêu trong họ Anastrophyllaceae. Loài này được Váňa & D.G.Long mô tả khoa học đầu tiên năm 2008.